# The Amber Light
The Amber Light war eine deutsche Rockband aus Wiesbaden.

## Geschichte
The Amber Light wurde 2001 von Jan Sydow, Rabin Dasgupta, Louis Gabbiani und Timo Hintz gegründet. 
Anfang 2002 verließ der Schlagzeuger Timo Hintz bereits wieder The Amber Light, um sich gänzlich dem Beruf des Tontechnikers zu widmen. Als Ersatz kam Peter Ederer in die Band, mit dem Jan Sydow schon in früheren Projekten zusammengearbeitet hatte. In dieser Besetzung nahmen sie ihr Debütalbum Goodbye to Dusk Farewell to Dawn auf, das im Frühjahr 2004 veröffentlicht wurde. Das von der Grundstimmung eher düstere, fast schon schwermütige Album wurde von Kritikern gelobt und brachte der noch jungen Band viel Aufmerksamkeit in Szenekreisen. 
Trotz positiver Verkaufszahlen in Deutschland, aber auch in Frankreich, USA, Polen und Japan, blieb der kommerzielle Durchbruch aus. 
Nach etlichen Konzerten in Clubs, woraus sich stetig wachsenden Fangemeinde entwickelte, erschien die EP Stranger & Strangers ein Jahr später. Abgesehen von dem 15-minütigen Titelstück sind die Songs eher geradliniger als die getragenen Kompositionen des Debüts. 
The Amber Light gingen auf eine ausgedehnte Tour durch Deutschland, Frankreich, Polen, Holland, Belgien und Luxemburg und spielten als Vorgruppe u. a. für Wir sind Helden, Archive, New Model Army, The Posies und Marillion.
Nach vier Jahren verließ Peter Ederer im August 2006 The Amber Light. Seitdem wurde die Band bei Auftritten und Studioarbeiten von Robert Fischer am Schlagzeug unterstützt.  
Durch die Auftritte im Vorprogramm von Wir sind Helden lernten sie auch deren Gitarristen Jean-Michel Tourette kennen, der von der Band so angetan war, dass er 2006 zusammen mit Jens Nickel als deren Produzent fungierte. 
Am 25. April 2008 erschien das zweite Album Play.

## Stil
Der Stil der Band lässt sich nur schwerlich einordnen, da sich die neueren Songs stark von den etwas komplexeren Kompositionen des Debüts unterscheiden. Von Kritikern wird die Musik oftmals dem Genre Post-Rock zugeordnet.
Die Band selbst lehnt laut Interviews diese Kategorisierung ab und bezeichnet ihre Musik eher als experimentierfreudige  
Popmusik.

## Diskografie

### EPs
- 2002: As They Came They Slightly Disappeared (Demo)
- 2005: Stranger & Strangers

### Alben
- 2004: Goodbye to Dusk Farewell to Dawn
- 2008: Play